# Велес (бог)
 Тази статия е за славянския бог.  За града в Република Северна Македония вижте Велес.  
Велес (Волос) е бог при някои славянски народи. Споменава се в хрониката Начална руска летопис, която го свързва с добитъка и селяните и го споменава сред идолите, издигнати от киевския княз Владимир I. Някои автори свързват с Велес няколко топонима на Балканите.